# Siili

Siili (signifiant en français « hérisson ») est un quartier du district de Mustamäe à Tallinn, la capitale de l'Estonie.

## Description
En 2019, Siili compte 3 447 habitants.
Sa superficie  est de 0,26 km2.
Ses quartiers limitrophes sont Lilleküla, Tondi, Mustamäe et Sääse.
Les rues du quartier sont Siili tänav, Sõpruse puiestee et A. H. Tammsaare tee.

## Population
| 2008  | 2010  | 2011  | 2012  | 2013  | 2014  |
| ----- | ----- | ----- | ----- | ----- | ----- |
| 3 717 | 3 723 | 3 717 | 3 631 | 3 631 | 3 649 |

| 2015  | 2016  | 2017  | 2018  | 2019  | 2020  |
| ----- | ----- | ----- | ----- | ----- | ----- |
| 3 671 | 3 657 | 3 642 | 3 609 | 3 447 | 3 432 |

| 2021  | 2022  | - | - | - | - |
| ----- | ----- | - | - | - | - |
| 3 409 | 3 378 | - | - | - | - |

## Transports
Les lignes de bus n° 11, 24, 28 et 72 et les trolleybus № 3 et 4 empruntent le boulevard Sypruze. 
Les lignes de bus n° 12, 13, 20, 20А, 64 empruntent la rue Tammsaare.

## Galerie

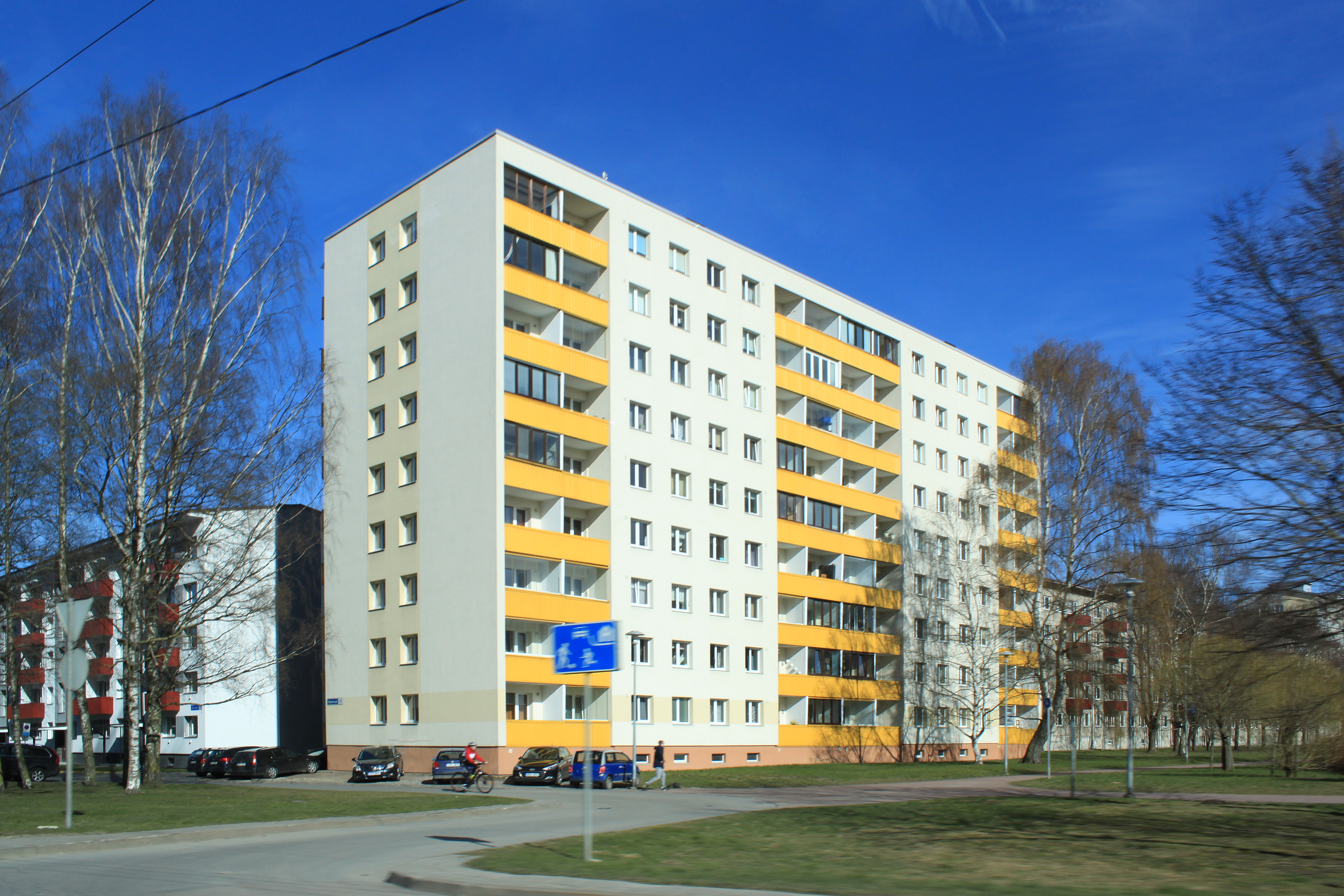
Bâtiments résidentiels
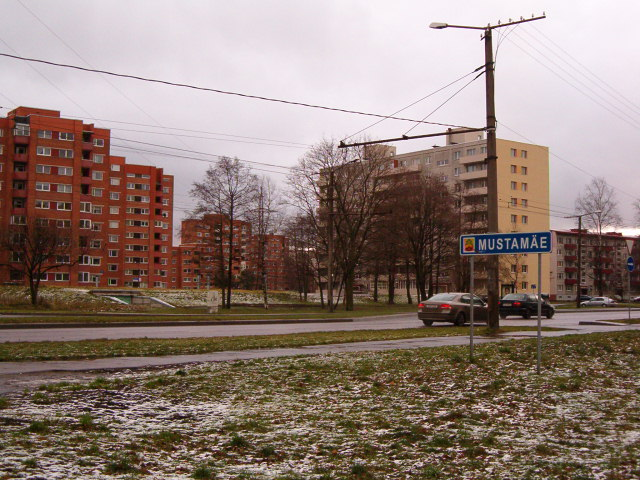
Immeubles résidentiels
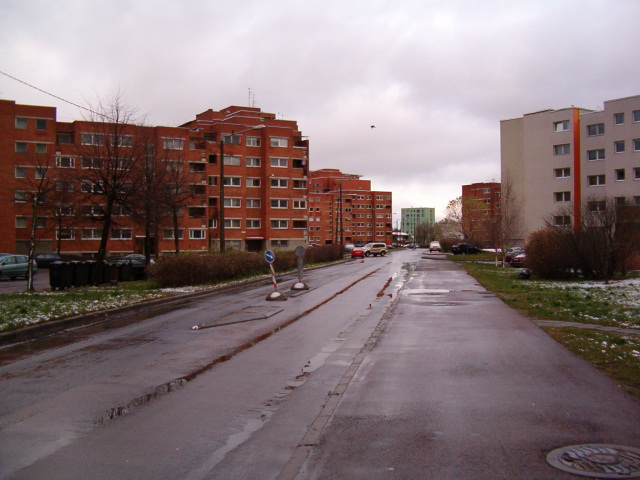
Siili tänav
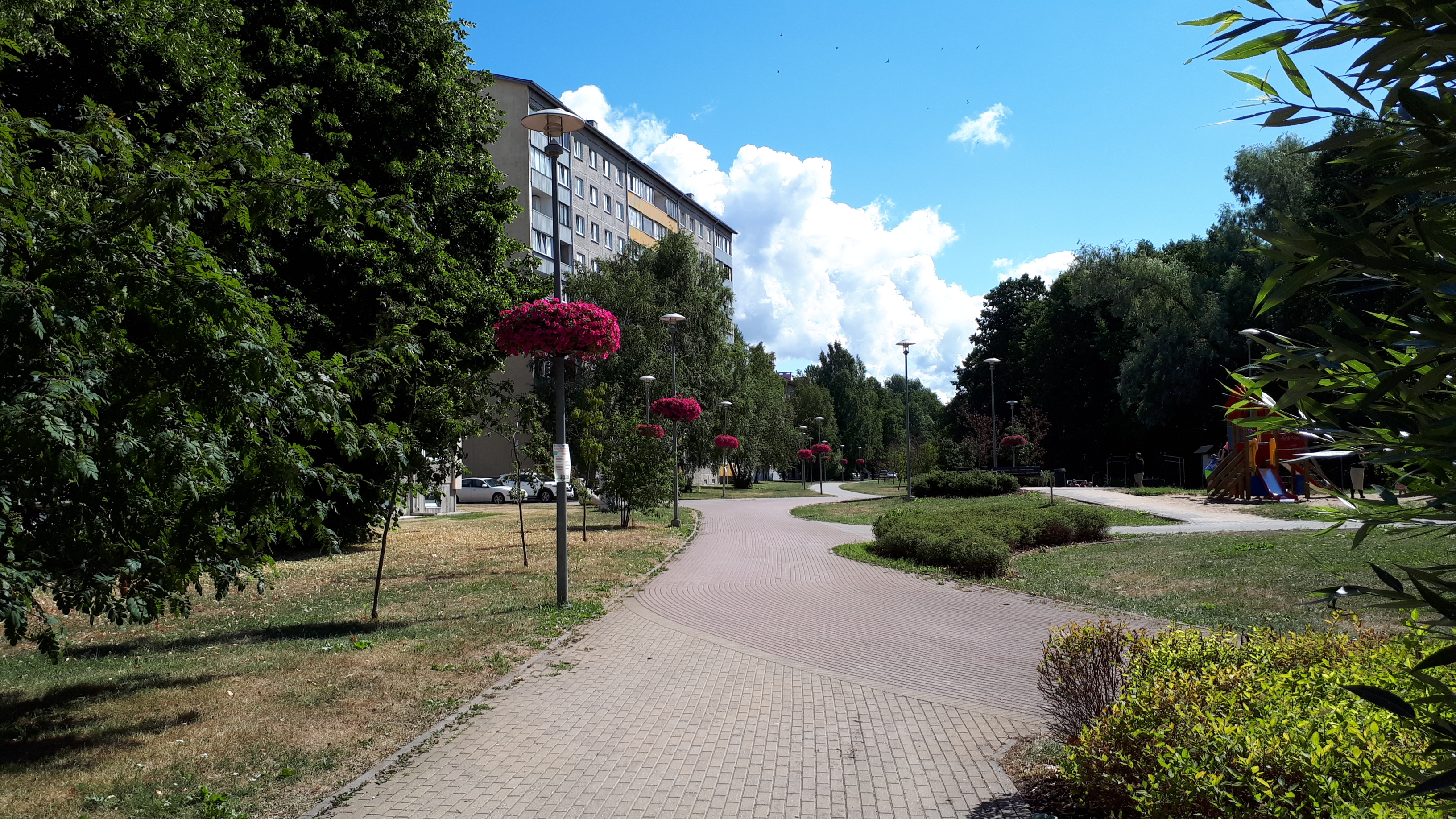
Parc de l'étang aux canards.
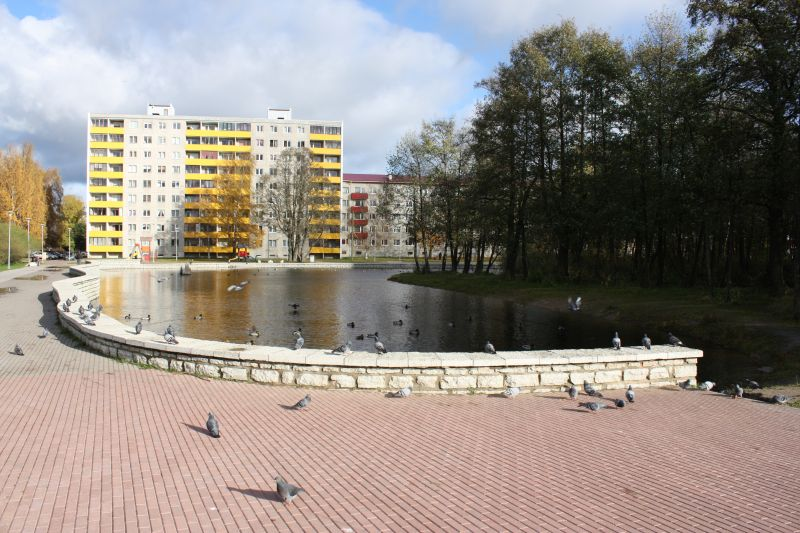
Parc de l'étang aux canards.
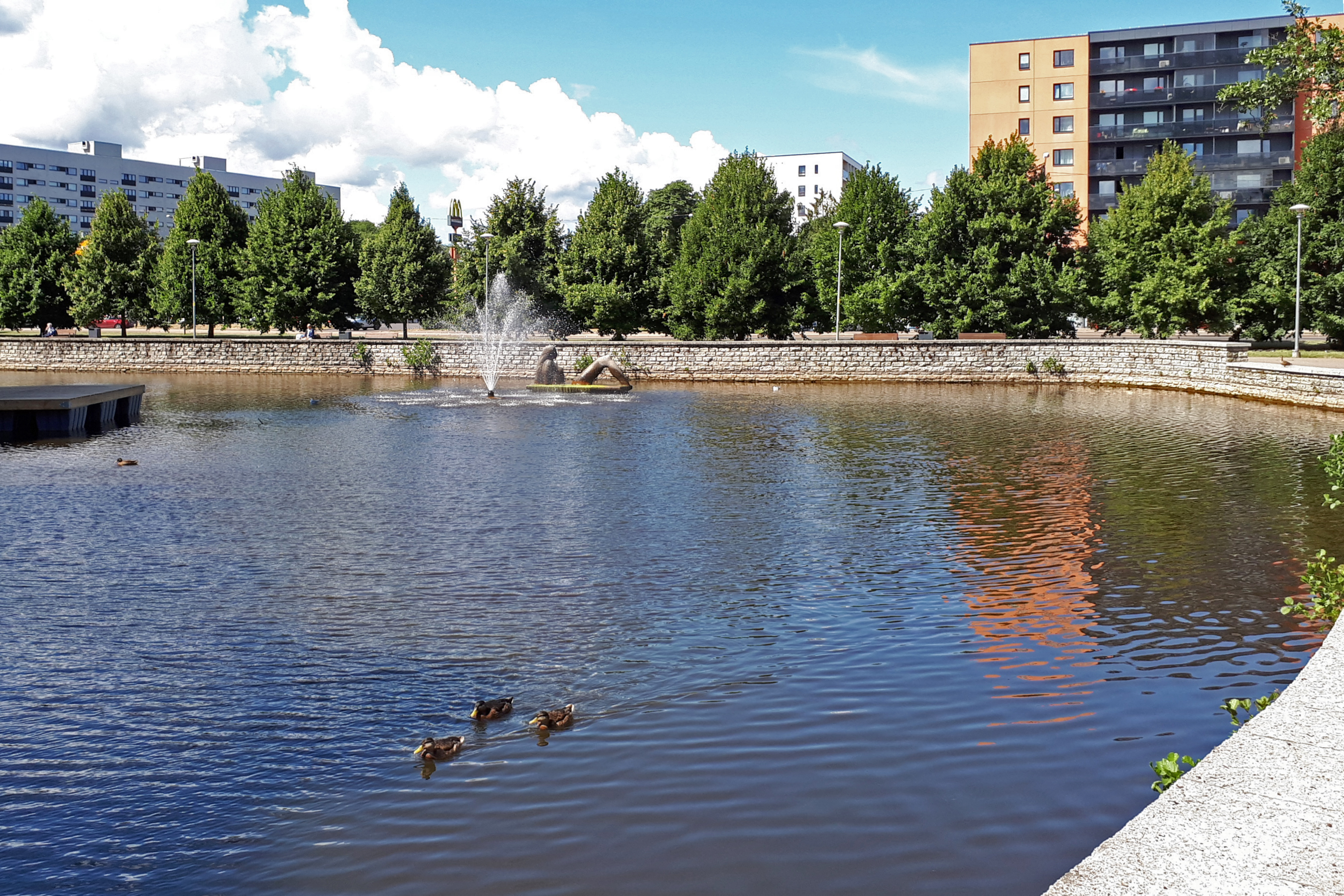
Parc de l'étang aux canards.
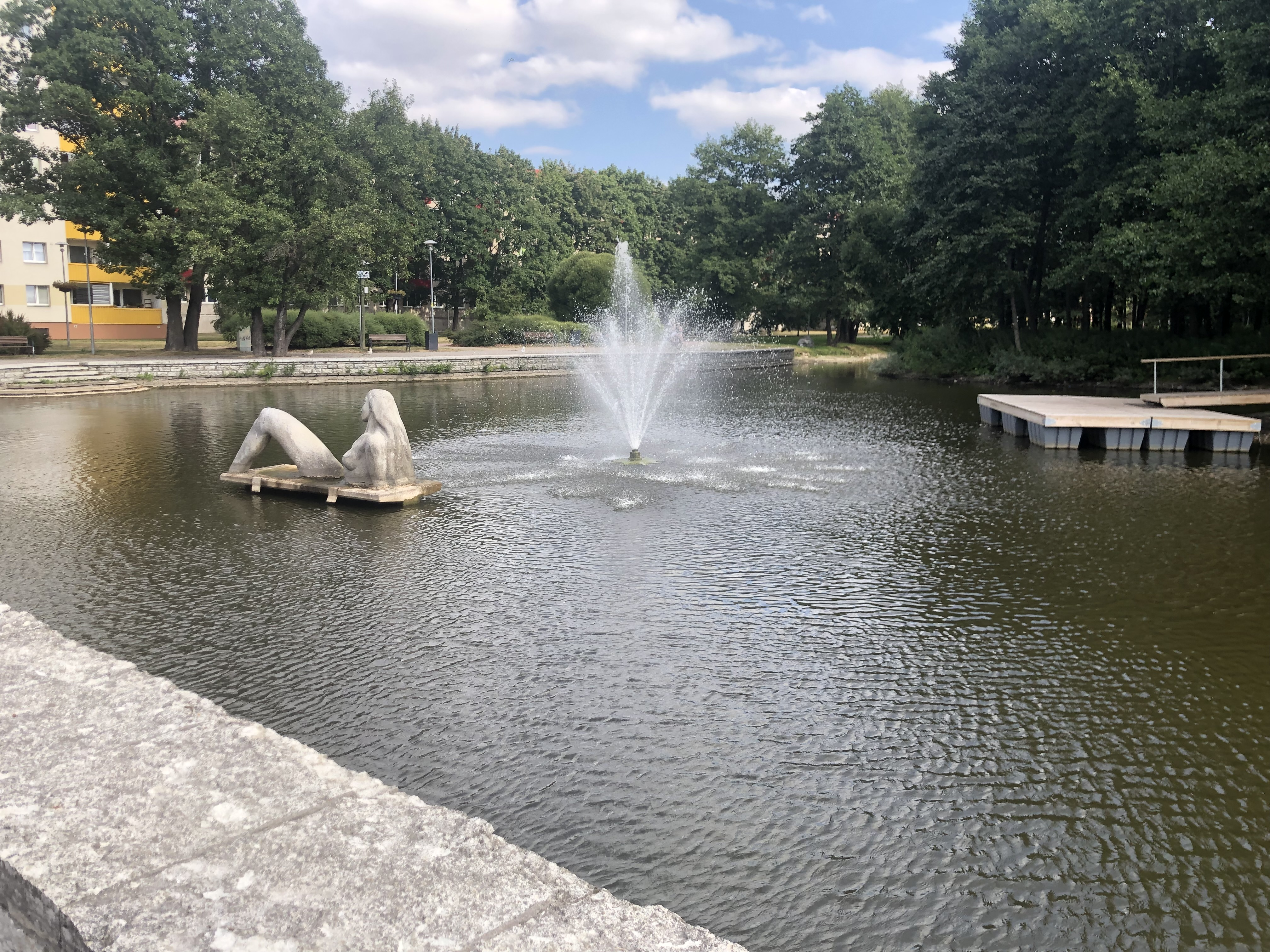
Sculpture du parc.
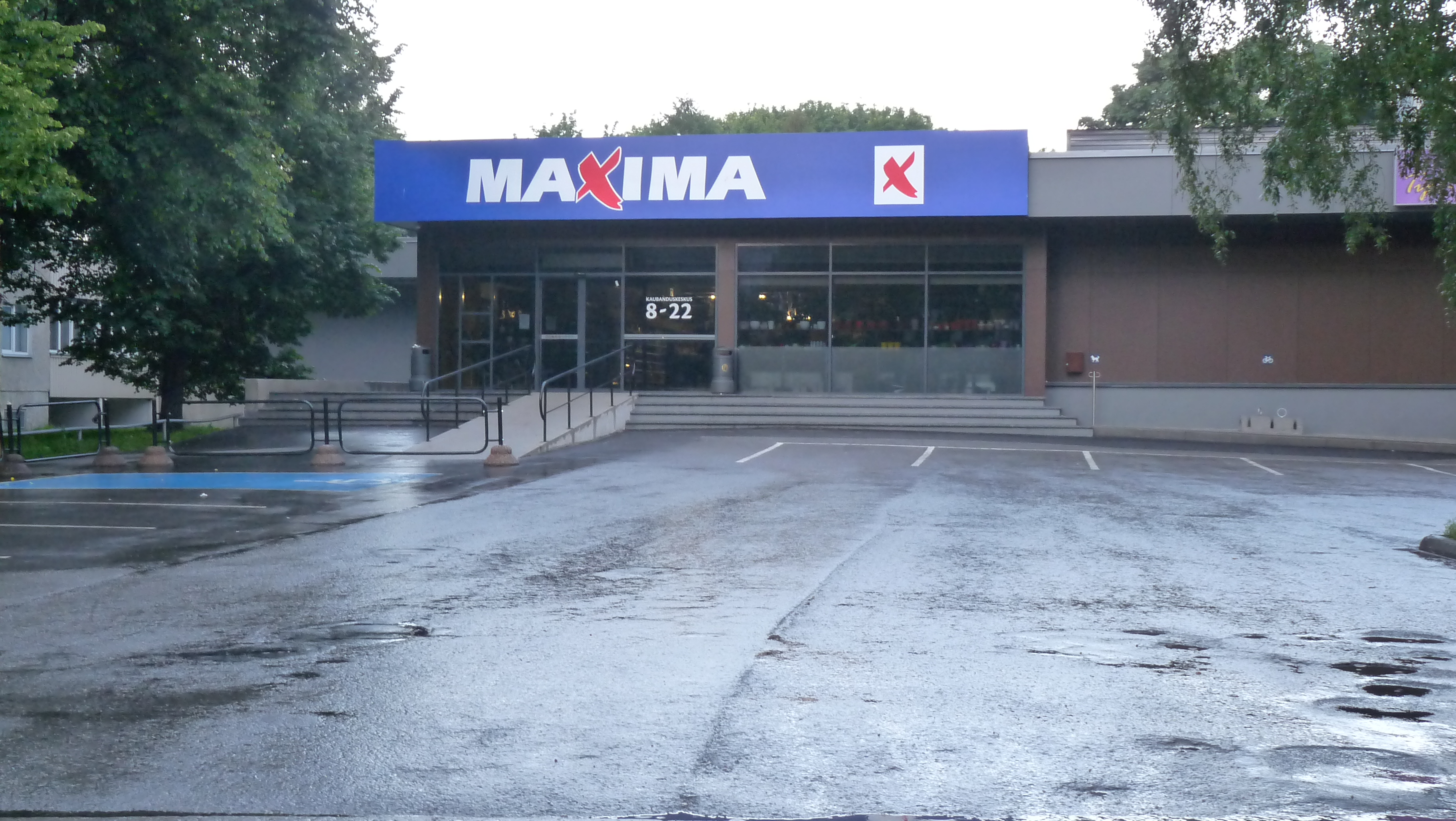
Magasin Maxima.